# Jason Matthews (novelista)
Jason Matthews (17 de septiembre de 1951–28 de abril de 2021) fue un escritor estadounidense de novelas de espionaje y exagente de la CIA, conocido por la trilogía de novelas de espías Gorrión rojo.

## Vida personal
Jason estuvo casado con Suzanne, también una antigua agente.  Murió el 28 de abril de 2021 a los 69 de edad de degeneración corticobasal.

## Carrera
Antes de ser novelista, Matthews estuvo 33 años trabajando para la CIA.  Mientras estuvo en la CIA fue oficialmente diplomático en Europa, Asia, y el Caribe, pero su trabajo real era reclutar y después gestionar agentes extranjeros.
En 2014, su primera novela, Gorrión Rojo (2013), ganó un Premio Edgar a la Mejor primera novela por parte de un autor estadounidense. El escritor y crítico Art Taylor lo elogió en The Washington Post, escribiendo que "no es solo un thriller de ritmo rápido—es una novela de primer nivel tan notable tanto por su estilo superior como por su apasionante descripción de un mundo secreto". La novela fue adaptada en la película del mismo nombre que protagoniza Jennifer Lawrence.
En 2015 y 2018, publicó Palace of Treason y The Kremlin's Candidate, que son secuelas de Gorrión Rojo.

## Obras
Novelas.
Trilogía Gorrión rojo:
1. Gorrión rojo (Red Sparrow) (2013)
2. Palace of Treason (2015)
3. The Kremlin's Candidate (2018)

## Adaptaciones
- Red Sparrow (2018), película dirigida por Francis Lawrence, basada en la novela Gorrión Rojo

## Premios
- Premio ITW Thriller 2014 a la Mejor primera novela, por Gorrión Rojo[8]
- Premio Edgar 2014 a la Mejor primera novela por parte de un autor estadounidense, por Gorrión Rojo[9]